# 아틀란티스 2 - 마일로의 귀환
아틀란티스 2 - 마일로의 귀환(Atlantis II: Milo's Return)은 미국에서 제작된 빅터 쿡 감독의 2003년 애니메이션 영화이다. 제임스 아놀드 테일러 등이 주연으로 출연하였다.

## 출연
- 제임스 아놀드 테일러